# Lille (Belgien)
Lille, auch Sint-Pieters-Lille, ist eine Gemeinde in den Kempen der belgischen Provinz Antwerpen, administrativ und juristisch gehört sie zum Arrondissement Turnhout, zum juristischen Kanton Herentals, in den Nord-Kempen.
Lille ist 1846 ha groß und hatte 1974 3818 Einwohner, während es 1920 noch 1353 hatte. Am 1. Januar 2024 zählte die Gemeinde 17.026 Einwohner. Die Landschaft ist flach. Die Gemeinde liegt auf einer Höhe von 13 bis 20 m ü. NN Im Süden findet sich ein kleines Relief von kleinen Landdünen. Der Boden ist hauptsächlich sandig. Die arbeitende Bevölkerung pendelt hauptsächlich in das nahe Antwerpen. Bis in den 1970er Jahren spielte auch die Landwirtschaft eine bedeutende Rolle.

## Sehenswürdigkeiten
In Lille steht die Sint-Pieters Kirche mit gotischem Turm vom Ende des 15. oder Anfang des 16. Jahrhunderts. Am Hauptaltar hängt eine „Kreuzigung des Hl. Petrus“ von Theodoor Boeyermans (1663). Das restaurierte Chorgestühl stammt aus dem Jahre 1673.

## Geschichte
Urkundlich erstmals erwähnt in einer Urkunde des Bischofs von Cambrai 1123 cum Lisleo, und in 1157 als Linlo vom germanischen lindo- und lauha (Wäldchen auf hohem Sandboden). Ursprünglich war Lille abhängig von Vorselaar; später war es Teil vom Quartier Turnhout in der Markgrafschaft Antwerpen. Philipp der Gute gab es Ambrosius de Dynter als Lehen. 1560 wurde es verpfändet an Gaspar Schetz, Herr von Grobbendonk. Im 18. Jahrhundert wird es an Turnhout gebunden. Vor 1560 war Lille Teil des Bistums Cambrai. Dann bis 1802 vom Bistum Antwerpen. Bis 1962 gehörte es zum Erzbistum Mecheln. Seitdem gehört es wieder zum Bistum Antwerpen.

## Persönlichkeiten
- Joseph Dries (* 1942), Radrennfahrer
- August Herijgers (* 1950), Radrennfahrer
- Sanne Cant (* 1990), Radrennfahrerin, dreimalige Cyclocross-Weltmeisterin